# La Esperanza (Coahuila)
La Esperanza es una localidad del estado mexicano de Coahuila. Es parte del municipio de Matamoros.

## Demografía
| Gráfica de evolución demográfica |
|                                  |

| Censo | Población |
| ----- | --------- |
| 1930  | 5         |
| 1940  | 7         |
| 1950  | 605       |
| 1960  | 689       |
| 1970  | 933       |
| 1980  | 1 041     |
| 1990  | 1 153     |
| 2000  | 1 168     |
| 2010  | 1 447     |
| 2020  | 1 492     |